# Fort (merknaam)
Fort of Fort Producten was een producent in voedingsmiddelen. Fort was gevestigd in Itegem, een deelgemeente van Heist-op-den-Berg in de Belgische provincie Antwerpen.

## Verzamelen
Fort Producten werd opgestart door Karel Govaerts in 1928. Hij was oorspronkelijk handelaar in zuivelproducten maar breidde zijn assortiment uit, om nadien met het eigen merk Fort op de markt te komen. Hij richtte zich – met zijn voedingsproducten – vooral op kruidenierswinkels in heel België. Op die manier bouwde hij een eigen Fort-keten uit dat werd gevormd door zelfstandige winkeliers.
Tijdens de eerste decennia na de Tweede Wereldoorlog konden trouwe consumenten via spaarpunten en Fort-zegeltjes allerlei geschenken verzamelen. Daarnaast was Fort uitgever van prenten, ook op luciferdoosjes, die door de jeugd werden verzameld en in boekjes geplakt. Een tweetalig album rond wielrenner Rik Van Looy werd uitgegeven in 1959. Daarnaast waren er ook educatieve uitgaven, onder meer over dieren. Tegenwoordig zijn dit alle verzamelobjecten met vraag en aanbod op verschillende fora.

## Koffie
De overgebleven koffiebranderij werd in 2004 overgenomen door Beyers Koffie, dat de merknaam handhaafde. Volgens de media bedroeg de overname € 4,5 miljoen op het moment dat nog 75 werknemers in dienst waren. Fort brandde bij overname nog jaarlijks 10.000 ton koffie, waaronder enkele huismerken van supermarkten. Heden ten dage is nog steeds Fort Dessert, Fort Record, Fort Decaf op de markt.
Fort was gevestigd in de later naar de stichter genoemde Karel Govaertsstraat, die gedurende enkele jaren burgemeester van Itegem was. De gebouwen ervan werden in 2008 grotendeels afgebroken om plaats te maken voor huisvesting.